# باشگاه فوتبال لوکوموتیو مسکو
باشگاه فوتبال لوکوموتیو مسکو (به روسی: Футбольный клуб «Локомотив» Москва) یک باشگاه فوتبال در شهر مسکو در کشور روسیه است. این باشگاه در لیگ برتر فوتبال روسیه بازی می‌کند. این باشگاه در ۱۲ آگوست ۱۹۲۳ تأسیس شده‌است. استادیوم لوکوموتیو محل برگزاری بازی‌های خانگی این باشگاه است.